# Костандін I
Костандін I, також Костянтин I (1035–1040 / 1050–1055 — c. 1100 / 24 лютого, 1102 — 23 лютого, 1103) — другий інкнакал (володар) Вірменської Кілікії і тагавор айоц (король вірменський), «Володар Гір» (1095 — c. 1100 / 1102 / 1103).
Упродовж свого правління контролював більшу частину регіону навколо Таврських гір, доклав багато зусиль до культивації земель та перебудови міст, які перебували під його владою. Він надав достатньо провіанту хрестоносцям, наприклад, під час складного періоду облоги Антіохії взимку 1097 року. Був прибічником розділу Вірменської Церкви.

## Життєпис
Був сином Рубена I; його батько проголосив незалежність Кілікії від Візантійської імперії близько 1080 року. Відповідно до хроніки Матеоса Урхаєці та Смбата Гунстабла Костандін також ідентифікувався як другий принц царя Гагіка II чи другого воєначальника в монаршому клані у вигнанні.

### Правління
Після смерті батька, 1095 року, Костандін розширив владу на схід, за гори Антитавра. Як правитель християнської Вірменії у Леванті, Костандін допоміг силам Перших хрестоносців, особливо під час облоги Антіохії. Хрестоносці, зі свого боку, оцінили допомогу вірменських союзників: Костандіну було надано титули графа й барона.
У Хронографії Самуела (Самвела) Анійського йдеться, що Костандін помер одразу після удару блискавки в стіл у фортеці Вахка. Був похований у монастирі Касталон.

## Родина
Відповідно до хроніки Алеппо його дружина походила від Барди Фоки.
Діти:
- Торос I (? — 17 лютого 1129 / 16 лютого 1130)[2]
- Беатрис (? — до 1118), дружина Жослена I, графа Едеси.[2]
- Лев I (? — Константинополь, 14 лютого 1140)[2]